# Basava
Basava (également connu sous le nom de Basaveshwara, kannada : ಬಸವೇಶ್ವರ, ou Basavanna (ಬಸವಣ್ಣ), 1134–1196) était un important philosophe shivaïte, peut-être fondateur d'une secte shivaïte de premier ordre, chef en tout cas des lingâyat à son époque, un réformateur social hindou, ainsi qu'un poète mystique. Il pratiqua une politique à l'encontre du système de castes et des déviances dans la culture indienne dominante, l'hindouisme.
Il est aussi connu comme étant Krantikari (révolutionnaire) Basavanna pour sa réforme dans le système social du XIIe siècle. On l'appela également comme "Vishva-guru", titre hautement honorifique. Ses enseignements et prédications dépassent toutes les frontières et sont universels. Il était un grand humanitaire. Basava a préconisé une nouvelle façon de vivre où l'expérience divine était le centre de la vie donnant l'égalité des chances à tous les aspirants indépendamment du genre, de la caste (ou communauté d'origine), et du statut social.
Ce mouvement spirituel shivaïte, celui des lingâyat, les « porteurs de linga(m) » (en sanskrit, signe distinctif, éventuellement organe sexuel de l'homme ; symbole sous lequel Shiva est le plus souvent vénéré), encore nommés vîrashaiva, ou « shivaïtes héros », se développa en Inde du Sud et eut pour chef, et peut-être pour fondateur, Basava, qui considérait la divinité comme la cause première et unique du monde. La doctrine qu'il défendit s'explique en ces termes : l'essence de Shiva est le Brahman. C'est en lui que résidait, au début des temps, l'identité entre le monde empirique et l'âme universelle, et c'est en lui que se formera cette nouvelle identité. À travers la bhakti, l'homme entre en correspondance avec la shakti (« énergie », principe féminin personnifié) de Shiva et, moyennant la pratique du yoga, parvient à la fusion parfaite entre l'âme individuelle, la shakti et Shiva. Les adeptes, pour parvenir à l'union avec Shiva, doivent également porter le linga(m) autour du cou en amulette. Cette confession refuse le mariage entre enfants, permet aux veuves de se remarier, refuse le système des castes, la pratique des sacrifices et les pèlerinages.

## Référence(s)
1. ↑   d'après Encyclopédie des religions de Gerhard J. Bellinger  (ISBN 2253131113)